# Minden (Luizjana)
Minden – miasto w Stanach Zjednoczonych, w stanie Luizjana, siedziba administracyjna parafii Webster.